# Pîtres
Pîtres és un municipi francès situat al departament de l'Eure i a la regió de Normandia. L'any 2007 tenia 2.127 habitants.

## Demografia

### Població
El 2007 la població de fet de Pîtres era de 2.127 persones. Hi havia 833 famílies de les quals 206 eren unipersonals (88 homes vivint sols i 118 dones vivint soles), 243 parelles sense fills, 278 parelles amb fills i 106 famílies monoparentals amb fills.
La població ha evolucionat segons el següent gràfic:
Habitants censats

### Habitatges
El 2007 hi havia 881 habitatges, 838 eren l'habitatge principal de la família, 8 eren segones residències i 35 estaven desocupats. 723 eren cases i 157 eren apartaments. Dels 838 habitatges principals, 540 estaven ocupats pels seus propietaris, 284 estaven llogats i ocupats pels llogaters i 15 estaven cedits a títol gratuït; 4 tenien una cambra, 50 en tenien dues, 154 en tenien tres, 315 en tenien quatre i 315 en tenien cinc o més. 651 habitatges disposaven pel capbaix d'una plaça de pàrquing. A 429 habitatges hi havia un automòbil i a 300 n'hi havia dos o més.

### Piràmide de població
La piràmide de població per edats i sexe el 2009 era:
| Homes | Edats   | Dones |
| ----- | ------- | ----- |
| 0     | 95 o +  | 0     |
| 4     | 90 a 94 | 12    |
| 4     | 85 a 89 | 20    |
| 0     | 80 a 84 | 4     |
| 20    | 75 a 79 | 20    |
| 52    | 70 a 74 | 60    |
| 56    | 65 a 69 | 48    |
| 48    | 60 a 64 | 72    |
| 76    | 55 a 59 | 56    |
| 76    | 50 a 54 | 72    |
| 104   | 45 a 49 | 72    |
| 68    | 40 a 44 | 84    |
| 76    | 35 a 39 | 96    |
| 92    | 30 a 34 | 68    |
| 56    | 25 a 29 | 60    |
| 52    | 20 a 24 | 76    |
| 112   | 15 a 19 | 96    |
| 92    | 10 a 14 | 88    |
| 80    | 5 a 9   | 104   |
| 72    | 0 a 4   | 80    |

## Economia
El 2007 la població en edat de treballar era de 1.398 persones, 986 eren actives i 412 eren inactives. De les 986 persones actives 841 estaven ocupades (486 homes i 355 dones) i 146 estaven aturades (64 homes i 82 dones). De les 412 persones inactives 147 estaven jubilades, 127 estaven estudiant i 138 estaven classificades com a «altres inactius».

### Ingressos
El 2009 a Pîtres hi havia 854 unitats fiscals que integraven 2.269,5 persones, la mediana anual d'ingressos fiscals per persona era de 17.116 €.

### Activitats econòmiques
Dels 54 establiments que hi havia el 2007, 3 eren d'empreses extractives, 1 d'una empresa alimentària, 3 d'empreses de fabricació d'altres productes industrials, 8 d'empreses de construcció, 12 d'empreses de comerç i reparació d'automòbils, 2 d'empreses de transport, 3 d'empreses d'hostatgeria i restauració, 1 d'una empresa d'informació i comunicació, 1 d'una empresa financera, 4 d'empreses immobiliàries, 4 d'empreses de serveis, 6 d'entitats de l'administració pública i 6 d'empreses classificades com a «altres activitats de serveis».
Dels 17 establiments de servei als particulars que hi havia el 2009, 1 era una oficina de correu, 1 funerària, 1 taller de reparació d'automòbils i de material agrícola, 3 paletes, 2 fusteries, 2 lampisteries, 1 electricista, 3 perruqueries, 1 restaurant, 1 agència immobiliària i 1 saló de bellesa.
Dels 6 establiments comercials que hi havia el 2009, 1 era un hipermercat, 1 una botiga de menys de 120 m², 1 una fleca, 1 una botiga de congelats, 1 una sabateria i 1 una botiga de mobles.
L'any 2000 a Pîtres hi havia 10 explotacions agrícoles que ocupaven un total de 99 hectàrees.

## Equipaments sanitaris i escolars
L'únic equipament sanitari que hi havia el 2009 era una farmàcia.
El 2009 hi havia 1 escola maternal i 1 escola elemental.

## Poblacions més properes
El següent diagrama mostra les poblacions més properes.